# حجم الجينوم

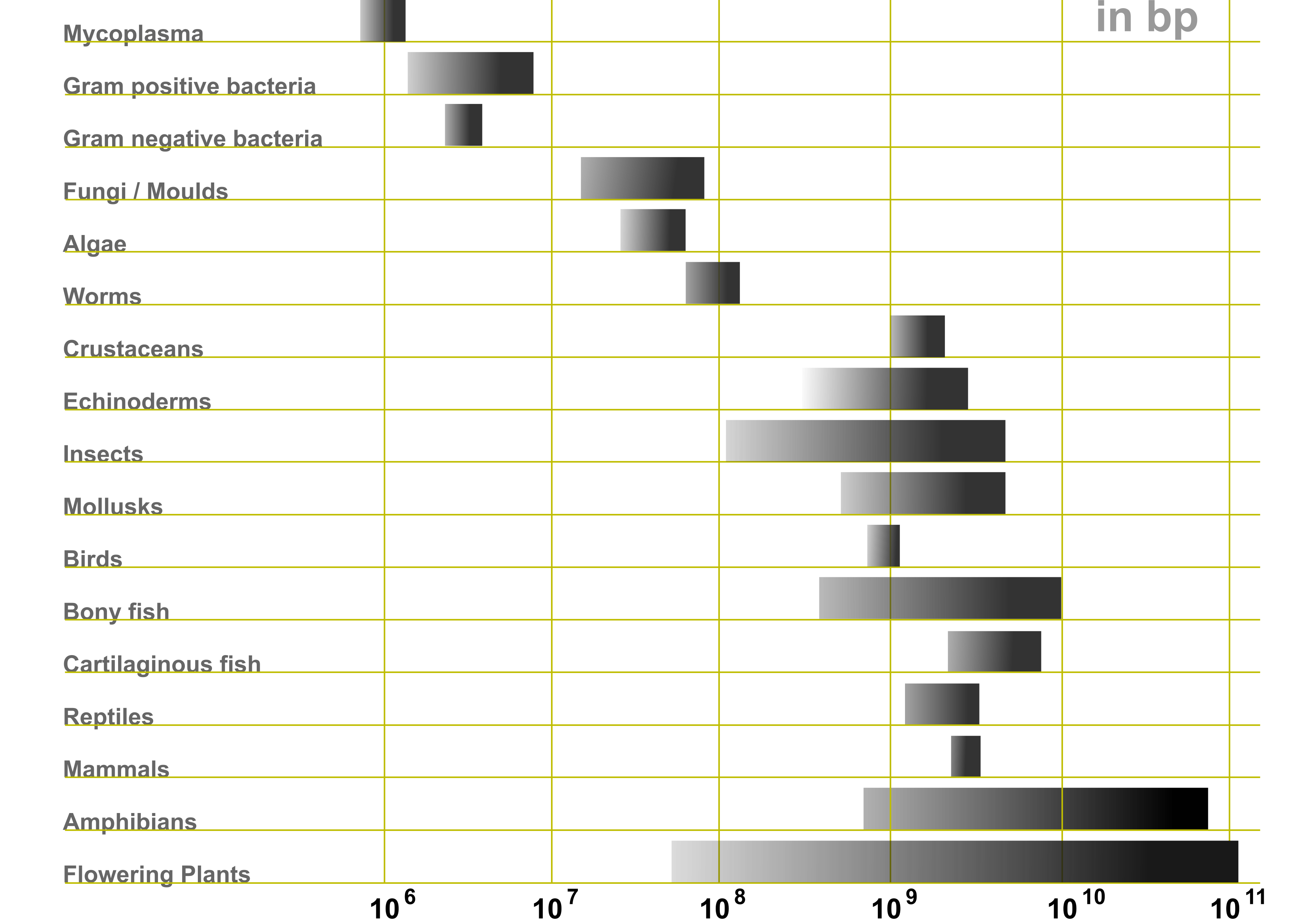
مجالات أحجام جينومات لمختلف أشكال الحياة (الوحدة زوج قاعدي).

حجم الجينوم (بالإنجليزية: Genome size)‏ هو الكمية الكلية للدنا الموجود في نسخة واحدة من جينوم واحد، تقاس في الغالب وزنا بالبيكوغرام (جزء من تريليون (10−12) غرام، ويختصر بغ) أو بوحدة الدالتون الأقل استخداما أو العدد الكلي لأزواج قواعد النوكليوتيدات في العادة ميغاقاعدة (مليون زوج قاعدي، وتختصر مق أو مزق (Mbp). واحد بيكوغرام يساوي 987 ميغاقاعدة. لدى الكائنات ثنائية الصيغة الصبغية يُستخدم المصطلح بصيغة مترادفة مع القيمة س، تعقيد كائن ما ليس له علاقة متناسبة مع حجم جينومه، بعض الكائنات وحيدة الخلية لها دنا أكثر بكثير من الإنسان (انظر نفاية الدنا و القيمة س)

## أصل المصطلح
يُنسب مصطلح الجينوم بشكل خاطئ عادة إلى  هينغاردنر ، حتى في النقاشات التي تخص الاصطلاح في هذا المجال من البحث (مثال Greilhuber، 2005، لكن هينغاردنر استخدم هذا المصطلح مرة واحد فقط كعنوان. ظهر المصطلح أول مرة سنة 1968 حين كتب هينغاردنر في الفقرة الأخيرة من مقاله:" محتوى الدنا الخلوي يعكس -حقيقة- حجم الجينوم. استخدم المصطلح في هذا السياق بمعنى النمط الجيني ويقصد به عدد الجينات . في بحث قُدِّم بشهرين فقط بعد ذلك (فبراير 1969) استخدم وولف وآخرون مصطلح "حجم الجينوم" طوال المقال وفي معناه المستخدم حاليا، ولهذا يفترض أن يحصل هؤلاء الكتاب على فضل ابتكار هذا المصطلح بمعناه الحالي. بحلول بداية العقد 1970 شاع استخدام المصطلح بمفهومه الحالي، ربما كنتيجة لإدراجه من قبل سوسومو أونو في كتابه الشهير التطور عبر تضاعف الجين المنشور سنة 1970.